# Atwater (Califórnia)
Atwater é uma cidade localizada no estado americano da Califórnia, no condado de Merced. Foi incorporada em 16 de agosto de 1922.

## Geografia
De acordo com o United States Census Bureau, a cidade tem uma área de 15,8 km², onde 15,77 km² estão cobertos por terra e 0,03 km² por água.

### Localidades na vizinhança
O diagrama seguinte representa as localidades num raio de 32 km ao redor de Atwater. 

## Demografia
Segundo o censo nacional de 2010, a sua população é de 28 168 habitantes e sua densidade populacional é de 1 785,83 hab/km². É a cidade mais densamente povoada do condado de Mereced. Possui 9 771 residências, que resulta em uma densidade de 619,48 residências/km².